# Aspsopp
Aspsopp (Leccinum aurantiacum) är en ätlig svamp av släktet strävsoppar som växer med flera arter lövträd (vanligen Populus,  Quercus eller Betula, sällsynt med  Fagus, Salix, Castanea, Tilia), exempelvis asp som den fått namn efter, med vilka den bildar ektomykorrhiza. Arten har en vid utbredning i Europa och den förekommer på mesotrofa sandiga och siltiga jordar. I Norden bildas fruktkroppar från juli till oktober. Hatten är mörkt eller ljust rödbrun på ovansidan med vita porer på undersidan. Foten, som blir omkring 10–20 cm hög och 2–4 cm tjock, är inledningsvis vit, men övergår till rött eller brunt och blir fjällig allteftersom svampen växer. Köttet är vitt, men vid snitt rodnar ytan för att sedan svartna.
Liksom andra strävsoppar bör aspsoppen upphettas tillräckligt, annars kan den ge upphov till förgiftningar.